# Peter Tschernegg
Peter Tschernegg (sinh ngày 23 tháng 7 năm 1992 ở Deutschlandsberg) là một cầu thủ bóng đá người Áo thi đấu cho FC St Gallen.

## Liên kết ngoài

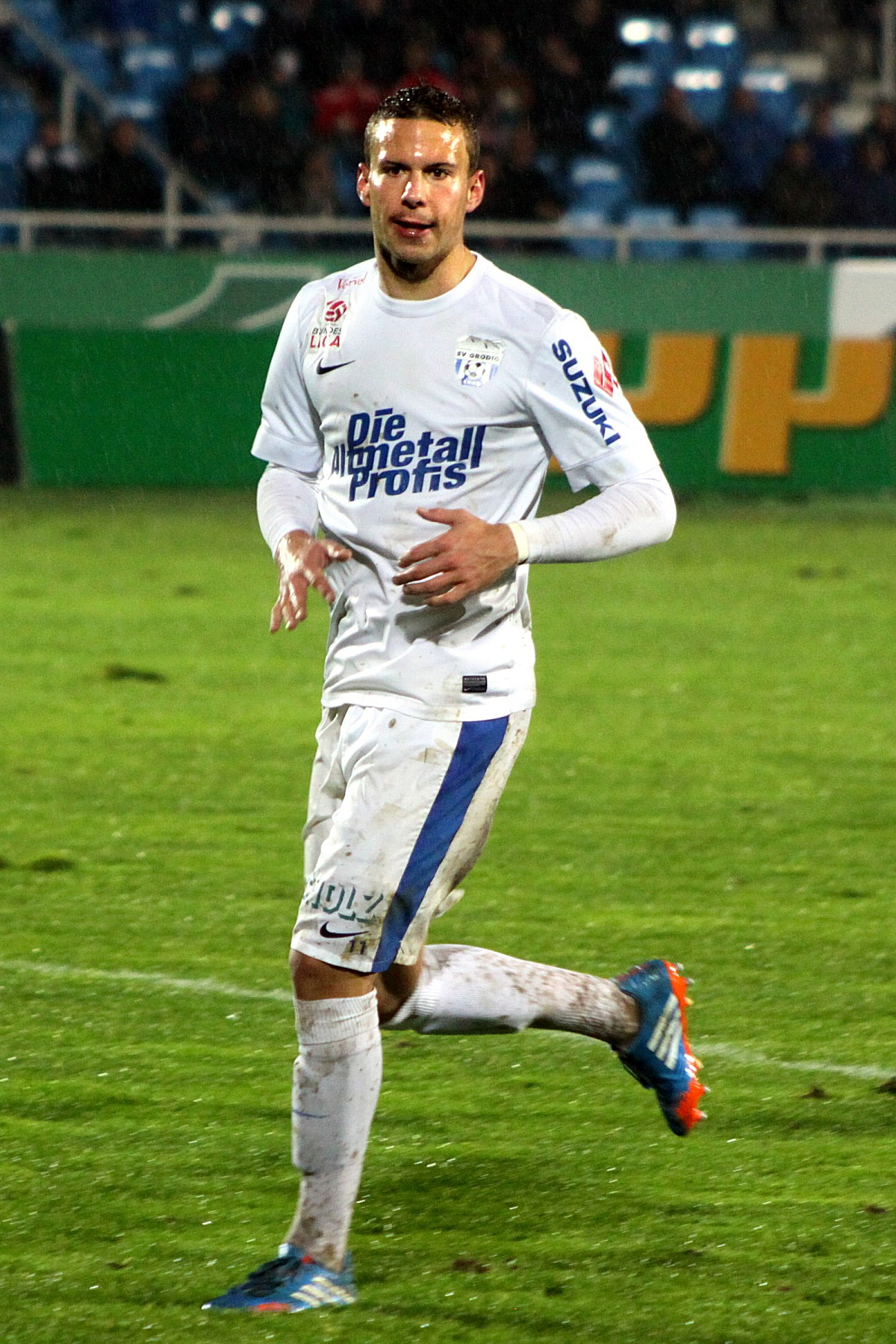
Peter Tschernegg (23 tháng 11 năm 2013)